# Agnese Farnese
Agnese Farnese (Roma, 1450 circa – Siena, 1509) è stata una nobildonna italiana.
Agnese Farnese fu una figura importante nel Rinascimento italiano. Nata nel 1505, era la figlia di Pier Luigi Farnese, duca di Parma e Piacenza, e di sua moglie Gerolama Orsini. Agnese crebbe in una famiglia di grande influenza politica e culturale.
Nel 1519, all'età di 14 anni, Agnese sposò Ottavio Farnese, nipote del Papa Paolo III. Questo matrimonio consolidò ulteriormente l'influenza e la ricchezza della famiglia Farnese. Ottavio divenne successivamente duca di Parma e Piacenza nel 1547.
Agnese fu una mecenate delle arti e delle lettere, sostenendo artisti come Michelangelo Merisi da Caravaggio e Tiziano Vecellio. Era anche nota per la sua generosità verso le opere di carità e la protezione dei più deboli.
La coppia ebbe numerosi figli, inclusi Alessandro Farnese, futuro cardinale della Chiesa cattolica e governatore dei Paesi Bassi spagnoli, e Ranuccio I Farnese, successore di Ottavio come duca di Parma e Piacenza.
Agnese Farnese morì nel 1569, lasciando un'eredità duratura sia nel campo dell'arte e della cultura che nella politica della sua epoca.

## Biografia

### Le origini familiari
Agnese Farnese apparteneva ad un'antica ed illustre famiglia romana. Nacque con ogni probabilità intorno alla metà del XV secolo, da Gabriele Francesco di Ranuccio, e Isabella di Aldobrandino Orsini conte di Pitigliano . La sua famiglia fin dagli inizi del XIV secolo aveva iniziato a dar vita a una articolata rete di alleanze matrimoniali con le più potenti casate del tempo, tra cui i Salimbeni di Siena e i Monaldeschi di Orvieto . In questo contesto Agnese, nella sua adolescenza, fece propria la convinzione, che fosse indispensabile e prioritaria l'opportunità di avere amici e parenti appartenenti esclusivamente al ghota dell'aristocrazia.
Annoverava tra i coniugi degli zii paterni, esponenti delle famiglie degli Anguillara, dei Colonna, dei Malatesta, degli Sforza, dei Savelli e dei Caetani , che, al loro interno, potevano contare su condottieri, pontefici, e capi di Stato. Lo stesso fratello Ranuccio era sposato ad Ippolita  figlia delle potenti famiglie dei Pallavicino e dei Malaspina .
Inoltre suo cugino di primo grado era quell'Alessandro, che poi sarebbe divenuto pontefice con il nome di Paolo III .

### Il matrimonio con Andrea Piccolomini Todeschini
Anche Agnese non sfuggì alle regole di questa politica familiare. Fu deciso per lei un matrimonio importante. Andò in sposa nel 1476, ad Andrea Piccolomini Todeschini figlio di Laudomia, sorella di Pio II, e fratello di Francesco, futuro pontefice con il nome di Pio III . Con questa unione la famiglia Farnese intese ripristinare l'antica alleanza con la Repubblica di Siena che le continue contese provocate dagli Orsini, loro stretti parenti, aveva indebolito. Per tale obiettivo i Piccolomini rappresentavano la migliore opportunità, essendo allora una delle più influenti e ricche famiglia di Siena .
.

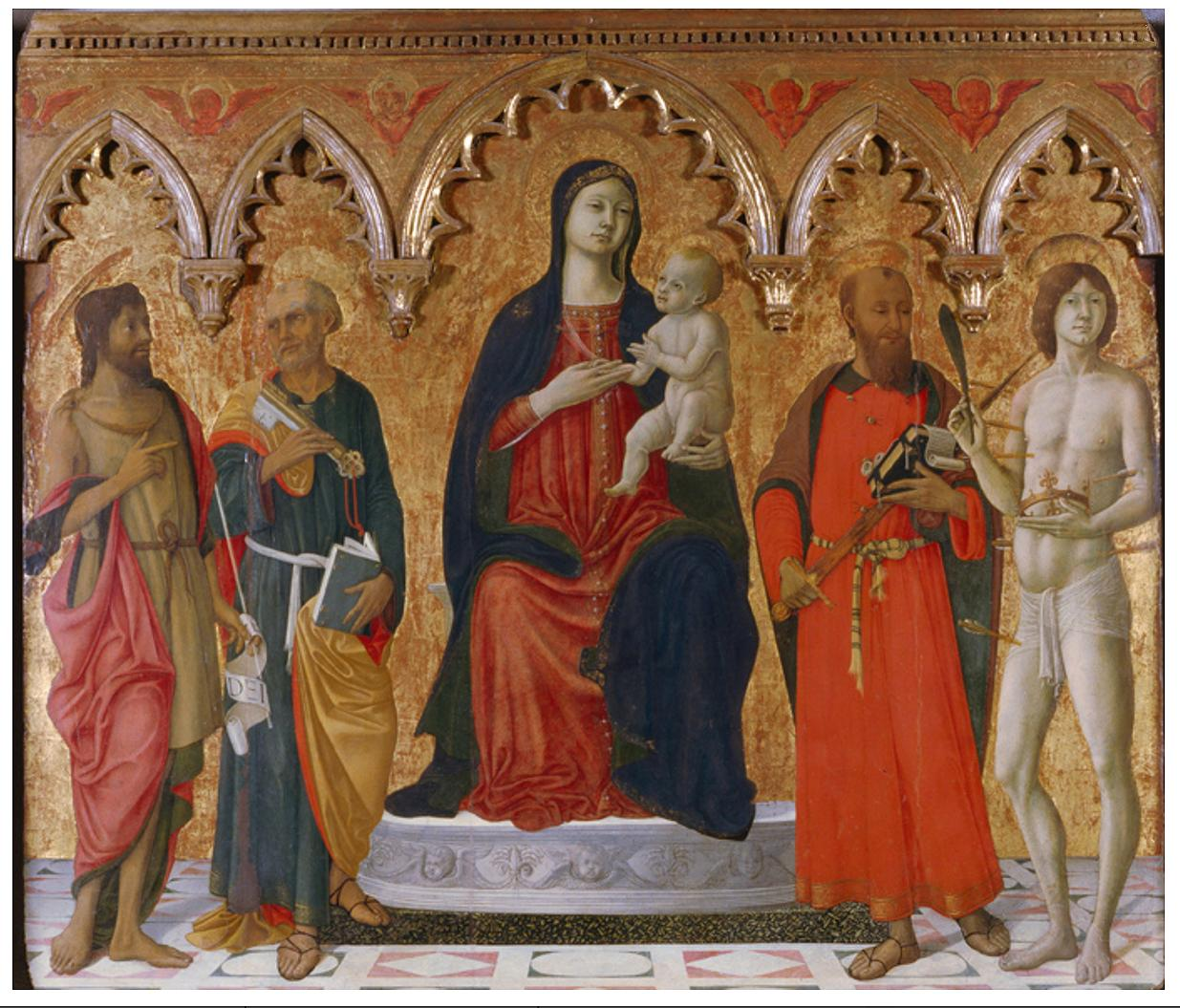
Madonna col bambino in trono e i santi Giovanni Battista, Pietro, Paolo e Sebastiano (Francesco Orioli), originariamente nella Cappella di Castel Rosi, commissionata da Andrea Piccolomini (1487 ca.)

Andrea aveva ricevuto dallo zio Pio II la signoria dell'isola del Giglio e di Castiglione della Pescaia, le cui rendite andarono a incrementare la sua solida posizione finanziaria, che era tra le più floride della repubblica senese .
Era un uomo dal carattere mite. Insieme al fratello Francesco arcivescovo di Siena (poi Pio III), aveva un grande prestigio, che gli permetteva di assumere una posizione super partes e di fungere da moderatore nelle cruente contese che scuotevano la Repubblica, mentre gli altri fratelli Giacomo e Antonio vivevano ormai lontani dalla città, coinvolti nell'amministrazione dei loro feudi .
Agnese, come traspare dalla sue corrispondenza epistolare risultava essere una donna colta e raffinata, tutta dedita all'amore e alla crescita dei suoi numerosi figli . Il carattere riservato del marito dedito, per lo più, ai suoi studi letterari , e la sua funzione di pacificatore nelle dispute cittadine, le lasciavano ampio spazio nell'amministrazione della casa e nell'educazione dei figli. Scelse come istitutore Sigismondo Tizio, sacerdote e studioso da poco giunto a Siena, che per un lungo periodo entrò a far parte della famiglia .
Le poche notizie riguardanti il primo periodo della sua vita matrimoniale, non riescono a riferirci in modo compiuto il suo stile di vita ed i rapporti che intratteneva con la società senese.
Indubbiamente a periodi di serenità, in cui venivano trascorsi lunghi periodi di vacanza, ora nella loro tenuta di Castel Rosi, ora nelle Marche, presso la famiglia del cognato Giacomo, si alternavano periodi turbolenti legati alle vicissitudini cittadine .
Nel 1486, per sfuggire alla peste, con i figli e il fidato istitutore dovette frettolosamente lasciare la città. Nel 1487, in previsione di tumulti in città, a causa del rientro dei fuoriusciti, Andrea ed il fratello cardinale dovettero riparare a Castel Rosi. Agnese, da parte sua, con i suoi figli, per evitare il peggio, si rifugiò nella Abbazia di Torri. Poi ancora, nel 1494, con la calata a Siena di Carlo VIII, fu costretta a rifugiarsi nella Basilica dell'Osservanza, mentre Andrea per prevenire saccheggi, faceva portare nella Rocca di Crevole, presso Murlo, le sue cose più preziose .
Tali turbolenze, tuttavia, non erano prerogativa esclusiva di Siena nell'Italia di quei tempi. Sicuramente Agnese visse con i suoi figli periodi di grande inquietudine. A tutto questo si unì anche un deprecabile episodio che coinvolse il fidanzato della figlia Montanina, Sallustio Bandini che in una lettera cercava di assicurarsi parte dei tesori di Andrea , quando la Rocca di Crevole cadde in mano dei Francesi. Episodio mai del tutto chiarito, che comunque non depose a favore della benevolenza di Agnese nei confronti dell'aristocrazia senese .

### Gli ultimi anni del matrimonio
Nel 1503, si aprì l'ultimo capitolo della sua vita. L'ascesa del cognato arcivescovo al soglio pontificio e la sua morte improvvisa, evidenziarono in modo netto, la differenza tra il suo modo di vedere la gestione della famiglia e quello dei Piccolomini. Il Tizio nelle sue Histories Senensis, sottolinea la differenza tra il carattere dei suoi familiari e il suo, per cui era di vitale importanza tutto ciò che potesse risultare di beneficio ai suoi cari, e "... non somigliava a quello di suo marito Andrea, degno fratello di Pio III..."
(Sigismondo Tizio Historiae Seneses. Tomo VI, pag. 369. Siena. 1516)
In particolare Agnese si lamentava del fatto, che Pio III, lasciando il posto di arcivescovo di Siena, a suo figlio Giovanni, non lo avesse, nell'occasione, elevato al rango di cardinale, come era ormai d'uso per i rettori di quella cattedra , cosa che poi avvenne solo quindici anni dopo, con l'intervento di papa Leone X. Tale omissione, da parte del cognato pontefice, compromise sensibilmente la futura carriera del nipote .
Nel 1503 un altro episodio, mutò notevolmente la vita della famiglia. Negli anni precedenti, nelle alterne fortune che avevano caratterizzato la sua vita, Pandolfo Petrucci, si trovava in esilio e ricorrendo alla grande autorevolezza di cui Andrea godeva nei confronti della cittadinanza, lo coinvolse nei suoi disegni, affinché favorisse il suo rientro in patria. Mentre Andrea si adoperava per la pacificazione della diverse fazioni, il Petrucci nel marzo di quell'anno rientrò trionfalmente a Siena, scortato da cavalleria e fanteria. Episodio che deluse profondamente le aspettative del Piccolomini. Abbandonata la vita pubblica, si ritirò in campagna, rompendo ogni rapporto con il Petrucci, investendo di conseguenza la moglie delle incombenze e della responsabilità necessarie alla gestione di una grande famiglia .

### La funzione di capo famiglia
Agnese Farnese, viene ricordata in particolare per la competenza ed il vigore con cui entrò nel ruolo di capofamiglia, prerogativa riservata a poche donne nel periodo rinascimentale . Ruolo nel quale subentrò completamente nel 1505 quando il marito venne a mancare, in circostanze mai chiarite e con il dubbio che la sua morte sia avvenuta per avvelenamento .

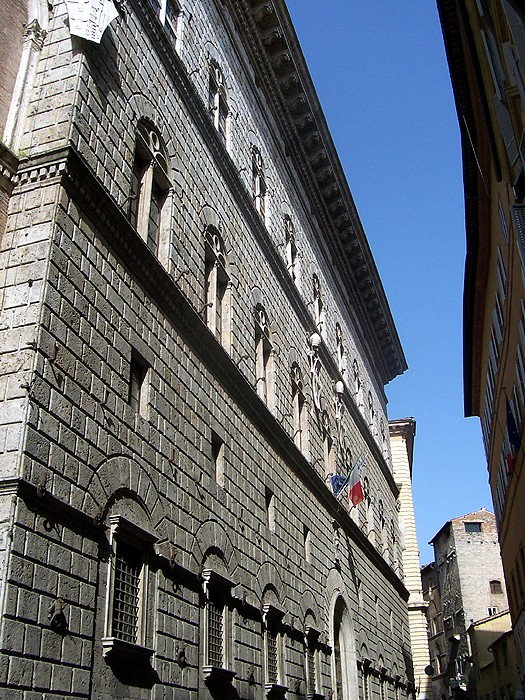
La facciata del Palazzo di Andrea e Agnese Piccolomini

Si ritrovò ad amministrare uno dei patrimoni più cospicui dell'epoca, come risulta dall'alliramento , suo e dei suoi tre figli maschi, che risultava essere il più alto mai riscontrato nella Repubblica. Si ritrovò a gestire tutte le transazioni finanziarie proprie di un grande patrimonio, consistente nelle entrate del feudo di famiglia di Castiglione della Pescaia e dell'isola del Giglio, uniti ai pagamenti delle molte opere iniziate dal marito, come il grandioso palazzo Piccolomini di Siena, gli emolumenti del Pinturicchio per il ciclo di affreschi eseguiti nella Libreria Piccolomini della Cattedrale di Siena ed un'infinità di altre incombenze strettamente legate all'opulenza di una famiglia magnatizia .
Più di ogni altra cosa, comunque le importava la sistemazione dei figli. Le due figlie maggiori Montanina e Caterina si erano unite in matrimonio con gli appartenenti a illustri famiglie, come quelle dei Bandini e dei Tolomei. Ella, tuttavia, non si dava pace per la mancata sistemazione dei due figli Pierfrancesco e Alessandro. Per questi ultimi infatti, attesi i precedenti della famiglia Farnese, non riteneva probabilmente adeguati matrimoni con rappresentanti dell'aristocrazia senese . Aristocrazia della quale diffidava per l'eccessiva faziosità dei suoi componenti.
Da una sua lettera al figlio arcivescovo Giovanni del 1508 traspare tutta la sua inquietudine. Comprendendo, ormai inferma, che l'avrebbero guarita "la vanga e la zappa", scriveva:
(Agnese Farnese Piccolomini. Lettera del 1º  aprile 1508, pubblicata da Alessandro Lisini in Nozze Piccolomini-Gigli. 1887 Siena)
I suoi figli, successivamente, in virtù delle relazioni che lei aveva intrattenuto con la sua famiglia di origine , unirono la loro casata a quelle antiche dei de'Conti  e dei Savelli , che avevano un ruolo preminente nell'aristocrazia romana e annoveravano nella chiesa diversi pontefici e numerosi cardinali.

### La contrapposizione a Pandolfo Petrucci
L'ultimo atto della sua vita, riservò, una grande amarezza alla Farnese. Pandolfo Petrucci era divenuto, dopo le gravi divergenze con il marito, un personaggio a lei inviso, con il quale non intratteneva rapporti. Ma il Petrucci, divenuto signore di Siena, per consolidare la posizione della sua famiglia nell'ambito cittadino, ambiva a celebrare, per suo figlio Borghese, un matrimonio che lo unisse alla più importante famiglia dell'antica repubblica. La scelta cadde sulla più giovane delle sue figlieː Vittoria. Agnese si oppose in ogni modo a questo matrimonio, ma alla fine, vinta dallo strapotere dei Petrucci, fu costretta ad arrendersi .
Fingendosi malata, non volle tuttavia presenziare al matrimonio fissato per il 22 settembre 1509  e secondo la tradizione, il suo simulato malore divenne, per il dolore, una vera malattia e dopo pochi giorni, l'8 ottobre 1509 morì  .

### La sua immagine nella rappresentazione del Pinturicchio
Nel 1492 il cognato di Agnese, l'arcivescovo Francesco Piccolomini Todeschini (poi papa Pio III), diede inizio alla costruzione della Libreria Piccolomini nella Cattedrale di Siena. Sul finire del 1502 fu dato incarico a Bernardino di Betto (Detto Pinturicchio), di eseguire un ciclo di affreschi . 

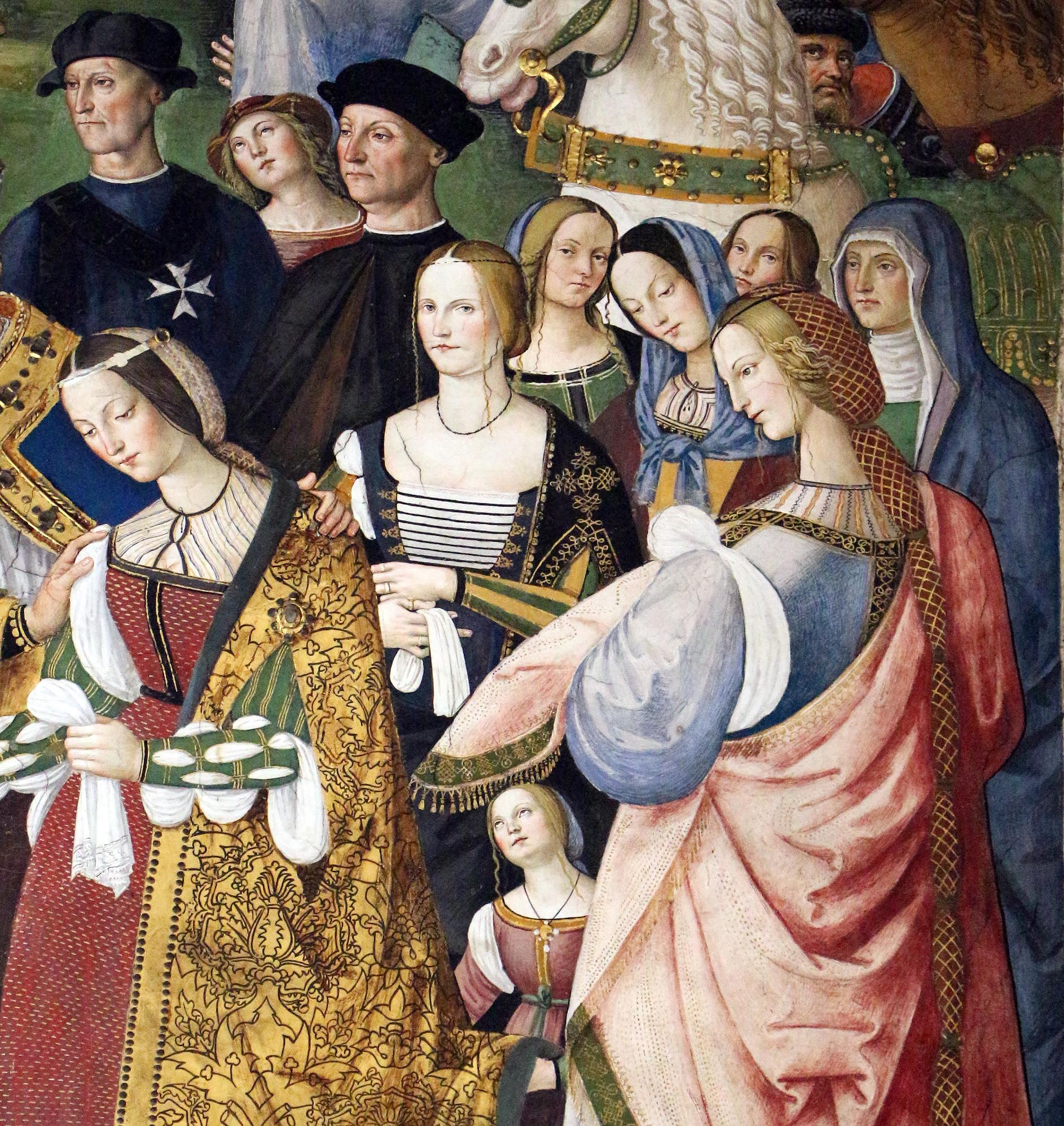
Agnese Farnese (al centro) nell'affresco del Pinturicchio (particolare)

 Durante la prima fase, l'improvvisa morte del papa provocò l'interruzione dei lavori che furono ripresi solo nel 1505, probabilmente con un nuovo contratto firmato dagli eredi .
A Siena era presente solo Andrea e dopo la sua morte avvenuta il 10 settembre di quell'anno, la famiglia fu rappresentata da Agnese, che presumibilmente seguì la realizzazione di tutto il ciclo degli affreschi fino al 1507, quando i lavori terminarono.
La tradizione vuole che nell'affresco intitolato, "Enea Silvio, vescovo di Siena, presenta Eleonora d'Aragona all'imperatore Federico III", il Pinturicchio abbia raffigurato, tra gli astanti all'incontro, vari personaggi, tra cui anche Andrea Piccolomini ed Agnese Farnese, di cui vennero effettuati i rispettivi ritratti .
Così in modo inaspettato ci è stata restituita l'immagine della stessa Agnese. Probabilmente appartiene a lei la figura femminile con il corpetto a righe orizzontali bianche e nere che si trova immediatamente dietro la sposa . Alle sue spalle con lo sguardo assente, assorto nei suoi pensieri è la figura di Andrea Piccolomini.
(Corrado Ricci, Pintoricchio, Vincenzo Bartelli editore, Perugia 1912, p. 283 )
Gli ampi spazi lasciati intorno a lei, la sua centralità tra le molte figure sembrano sottolineare ancora una volta il ruolo che questo personaggio rivestiva nel suo ambito.
Il 18 gennaio 1509 versava al Pinturicchio l'ultima parte a saldo dei suoi emolumenti a nome suo, dei suoi figli, in qualità di eredi del defunto marito .

### La sepoltura
Agnese Farnese fu sepolta nella cappella di famiglia, nella basilica di San Francesco. Per la cappella, dedicata a Sant'Andrea, il Pinturicchio aveva dipinto la pala dell'altare, probabilmente commissionata dal marito, ma sicuramente pagata dalla Farnese . La cappella ed il quadro come gran parte della basilica furono distrutti da un grande incendio nel 1655. È rimasta un'iscrizione sulla soglia in memoria di questa nobile dama del rinascimento seneseː "Andreas Pic[colomineus] de Castella eques dignis[simus] sibi et Agneti coniugi posterisque sacellum p[osuit]" 

## Genealogia
|                   |                   |                   |                   |                                   |                                   |                                   |                                   |                                   |                                   |                         |                         |                         |                         |                        |                        |  |  |                   |                   |                   |                   |                   |                   |               |               |                        |                        |                        |                        | Ranuccio Farnese (1390 - 1450)     | Ranuccio Farnese (1390 - 1450)     | Ranuccio Farnese (1390 - 1450)     | Ranuccio Farnese (1390 - 1450)     | Ranuccio Farnese (1390 - 1450)                | Ranuccio Farnese (1390 - 1450)                |                                               |                                               |                                               |                                               |                             |                             |                             |                             |                      |                      | Silvio Piccolomini (1371 - ....) | Silvio Piccolomini (1371 - ....) | Silvio Piccolomini (1371 - ....) | Silvio Piccolomini (1371 - ....) | Silvio Piccolomini (1371 - ....) | Silvio Piccolomini (1371 - ....) |  |  |  |  |                          |                          |                          |                          |                          |                          |                       |                       |                       |                       |                       |                       |                    |                    |  |  |  |  |                        |                        |                        |                        |                        |                        |               |               |                   |                   |                   |                   |                   |                   |  |  |  |  |                        |                        |                        |                        |                        |                        |  |  |  |  |  |  |  |  |  |  |  |  |  |  |  |  |
|                   |                   |                   |                   |                                   |                                   |                                   |                                   |                                   |                                   |                         |                         |                         |                         |                        |                        |  |  |                   |                   |                   |                   |                   |                   |               |               |                        |                        |                        |                        | Ranuccio Farnese (1390 - 1450)     | Ranuccio Farnese (1390 - 1450)     | Ranuccio Farnese (1390 - 1450)     | Ranuccio Farnese (1390 - 1450)     | Ranuccio Farnese (1390 - 1450)                | Ranuccio Farnese (1390 - 1450)                |                                               |                                               |                                               |                                               |                             |                             |                             |                             |                      |                      | Silvio Piccolomini (1371 - ....) | Silvio Piccolomini (1371 - ....) | Silvio Piccolomini (1371 - ....) | Silvio Piccolomini (1371 - ....) | Silvio Piccolomini (1371 - ....) | Silvio Piccolomini (1371 - ....) |  |  |  |  |                          |                          |                          |                          |                          |                          |                       |                       |                       |                       |                       |                       |                    |                    |  |  |  |  |                        |                        |                        |                        |                        |                        |               |               |                   |                   |                   |                   |                   |                   |  |  |  |  |                        |                        |                        |                        |                        |                        |  |  |  |  |  |  |  |  |  |  |  |  |  |  |  |  |
|                   |                   |                   |                   |                                   |                                   |                                   |                                   |                                   |                                   |                         |                         |                         |                         |                        |                        |  |  |                   |                   |                   |                   |                   |                   |               |               |                        |                        |                        |                        |                                    |                                    |                                    |                                    |                                               |                                               |                                               |                                               |                                               |                                               |                             |                             |                             |                             |                      |                      |                                  |                                  |                                  |                                  |                                  |                                  |  |  |  |  |                          |                          |                          |                          |                          |                          |                       |                       |                       |                       |                       |                       |                    |                    |  |  |  |  |                        |                        |                        |                        |                        |                        |               |               |                   |                   |                   |                   |                   |                   |  |  |  |  |                        |                        |                        |                        |                        |                        |  |  |  |  |  |  |  |  |  |  |  |  |  |  |  |  |
|                   |                   |                   |                   |                                   |                                   |                                   |                                   |                                   |                                   | Pier Luigi (1435-1478)  | Pier Luigi (1435-1478)  | Pier Luigi (1435-1478)  | Pier Luigi (1435-1478)  | Pier Luigi (1435-1478) | Pier Luigi (1435-1478) |  |  |                   |                   |                   |                   |                   |                   |               |               |                        |                        |                        |                        | Gabriele Francesco (1420 ? - 1471) | Gabriele Francesco (1420 ? - 1471) | Gabriele Francesco (1420 ? - 1471) | Gabriele Francesco (1420 ? - 1471) | Gabriele Francesco (1420 ? - 1471)            | Gabriele Francesco (1420 ? - 1471)            |                                               |                                               |                                               |                                               |                             |                             |                             |                             |                      |                      | Laudomia (1415 ? - ....)         | Laudomia (1415 ? - ....)         | Laudomia (1415 ? - ....)         | Laudomia (1415 ? - ....)         | Laudomia (1415 ? - ....)         | Laudomia (1415 ? - ....)         |  |  |  |  |                          |                          |                          |                          |                          |                          | Pio II (1405 - 1464)  | Pio II (1405 - 1464)  | Pio II (1405 - 1464)  | Pio II (1405 - 1464)  | Pio II (1405 - 1464)  | Pio II (1405 - 1464)  |                    |                    |  |  |  |  |                        |                        |                        |                        |                        |                        |               |               |                   |                   |                   |                   |                   |                   |  |  |  |  |                        |                        |                        |                        |                        |                        |  |  |  |  |  |  |  |  |  |  |  |  |  |  |  |  |
|                   |                   |                   |                   |                                   |                                   |                                   |                                   |                                   |                                   | Pier Luigi (1435-1478)  | Pier Luigi (1435-1478)  | Pier Luigi (1435-1478)  | Pier Luigi (1435-1478)  | Pier Luigi (1435-1478) | Pier Luigi (1435-1478) |  |  |                   |                   |                   |                   |                   |                   |               |               |                        |                        |                        |                        | Gabriele Francesco (1420 ? - 1471) | Gabriele Francesco (1420 ? - 1471) | Gabriele Francesco (1420 ? - 1471) | Gabriele Francesco (1420 ? - 1471) | Gabriele Francesco (1420 ? - 1471)            | Gabriele Francesco (1420 ? - 1471)            |                                               |                                               |                                               |                                               |                             |                             |                             |                             |                      |                      | Laudomia (1415 ? - ....)         | Laudomia (1415 ? - ....)         | Laudomia (1415 ? - ....)         | Laudomia (1415 ? - ....)         | Laudomia (1415 ? - ....)         | Laudomia (1415 ? - ....)         |  |  |  |  |                          |                          |                          |                          |                          |                          | Pio II (1405 - 1464)  | Pio II (1405 - 1464)  | Pio II (1405 - 1464)  | Pio II (1405 - 1464)  | Pio II (1405 - 1464)  | Pio II (1405 - 1464)  |                    |                    |  |  |  |  |                        |                        |                        |                        |                        |                        |               |               |                   |                   |                   |                   |                   |                   |  |  |  |  |                        |                        |                        |                        |                        |                        |  |  |  |  |  |  |  |  |  |  |  |  |  |  |  |  |
|                   |                   |                   |                   |                                   |                                   |                                   |                                   |                                   |                                   |                         |                         |                         |                         |                        |                        |  |  |                   |                   |                   |                   |                   |                   |               |               |                        |                        |                        |                        |                                    |                                    |                                    |                                    |                                               |                                               |                                               |                                               |                                               |                                               |                             |                             |                             |                             |                      |                      |                                  |                                  |                                  |                                  |                                  |                                  |  |  |  |  |                          |                          |                          |                          |                          |                          |                       |                       |                       |                       |                       |                       |                    |                    |  |  |  |  |                        |                        |                        |                        |                        |                        |               |               |                   |                   |                   |                   |                   |                   |  |  |  |  |                        |                        |                        |                        |                        |                        |  |  |  |  |  |  |  |  |  |  |  |  |  |  |  |  |
|                   |                   |                   |                   |                                   |                                   |                                   |                                   |                                   |                                   | Paolo III (1468-1549)   | Paolo III (1468-1549)   | Paolo III (1468-1549)   | Paolo III (1468-1549)   | Paolo III (1468-1549)  | Paolo III (1468-1549)  |  |  |                   |                   |                   |                   |                   |                   |               |               |                        |                        |                        |                        | Agnese (1450 ? - 1509)             | Agnese (1450 ? - 1509)             | Agnese (1450 ? - 1509)             | Agnese (1450 ? - 1509)             | Agnese (1450 ? - 1509)                        | Agnese (1450 ? - 1509)                        |                                               |                                               |                                               |                                               |                             |                             |                             |                             |                      |                      | Andrea (1445 - 1505)             | Andrea (1445 - 1505)             | Andrea (1445 - 1505)             | Andrea (1445 - 1505)             | Andrea (1445 - 1505)             | Andrea (1445 - 1505)             |  |  |  |  |                          |                          |                          |                          |                          |                          | Pio III (1439 - 1503) | Pio III (1439 - 1503) | Pio III (1439 - 1503) | Pio III (1439 - 1503) | Pio III (1439 - 1503) | Pio III (1439 - 1503) |                    |                    |  |  |  |  |                        |                        |                        |                        |                        |                        |               |               |                   |                   |                   |                   |                   |                   |  |  |  |  |                        |                        |                        |                        |                        |                        |  |  |  |  |  |  |  |  |  |  |  |  |  |  |  |  |
|                   |                   |                   |                   |                                   |                                   |                                   |                                   |                                   |                                   | Paolo III (1468-1549)   | Paolo III (1468-1549)   | Paolo III (1468-1549)   | Paolo III (1468-1549)   | Paolo III (1468-1549)  | Paolo III (1468-1549)  |  |  |                   |                   |                   |                   |                   |                   |               |               |                        |                        |                        |                        | Agnese (1450 ? - 1509)             | Agnese (1450 ? - 1509)             | Agnese (1450 ? - 1509)             | Agnese (1450 ? - 1509)             | Agnese (1450 ? - 1509)                        | Agnese (1450 ? - 1509)                        |                                               |                                               |                                               |                                               |                             |                             |                             |                             |                      |                      | Andrea (1445 - 1505)             | Andrea (1445 - 1505)             | Andrea (1445 - 1505)             | Andrea (1445 - 1505)             | Andrea (1445 - 1505)             | Andrea (1445 - 1505)             |  |  |  |  |                          |                          |                          |                          |                          |                          | Pio III (1439 - 1503) | Pio III (1439 - 1503) | Pio III (1439 - 1503) | Pio III (1439 - 1503) | Pio III (1439 - 1503) | Pio III (1439 - 1503) |                    |                    |  |  |  |  |                        |                        |                        |                        |                        |                        |               |               |                   |                   |                   |                   |                   |                   |  |  |  |  |                        |                        |                        |                        |                        |                        |  |  |  |  |  |  |  |  |  |  |  |  |  |  |  |  |
|                   |                   |                   |                   |                                   |                                   |                                   |                                   |                                   |                                   |                         |                         |                         |                         |                        |                        |  |  |                   |                   |                   |                   |                   |                   |               |               |                        |                        |                        |                        |                                    |                                    |                                    |                                    |                                               |                                               |                                               |                                               |                                               |                                               |                             |                             |                             |                             |                      |                      |                                  |                                  |                                  |                                  |                                  |                                  |  |  |  |  |                          |                          |                          |                          |                          |                          |                       |                       |                       |                       |                       |                       |                    |                    |  |  |  |  |                        |                        |                        |                        |                        |                        |               |               |                   |                   |                   |                   |                   |                   |  |  |  |  |                        |                        |                        |                        |                        |                        |  |  |  |  |  |  |  |  |  |  |  |  |  |  |  |  |
|                   |                   |                   |                   |                                   |                                   |                                   |                                   |                                   |                                   |                         |                         |                         |                         |                        |                        |  |  |                   |                   |                   |                   |                   |                   |               |               |                        |                        |                        |                        |                                    |                                    |                                    |                                    |                                               |                                               |                                               |                                               |                                               |                                               |                             |                             |                             |                             |                      |                      |                                  |                                  |                                  |                                  |                                  |                                  |  |  |  |  |                          |                          |                          |                          |                          |                          |                       |                       |                       |                       |                       |                       |                    |                    |  |  |  |  |                        |                        |                        |                        |                        |                        |               |               |                   |                   |                   |                   |                   |                   |  |  |  |  |                        |                        |                        |                        |                        |                        |  |  |  |  |  |  |  |  |  |  |  |  |  |  |  |  |
|                   |                   |                   |                   |                                   |                                   |                                   |                                   |                                   |                                   |                         |                         |                         |                         |                        |                        |  |  |                   |                   |                   |                   |                   |                   |               |               |                        |                        |                        |                        |                                    |                                    |                                    |                                    |                                               |                                               |                                               |                                               |                                               |                                               |                             |                             |                             |                             |                      |                      |                                  |                                  |                                  |                                  |                                  |                                  |  |  |  |  |                          |                          |                          |                          |                          |                          |                       |                       |                       |                       |                       |                       |                    |                    |  |  |  |  |                        |                        |                        |                        |                        |                        |               |               |                   |                   |                   |                   |                   |                   |  |  |  |  |                        |                        |                        |                        |                        |                        |  |  |  |  |  |  |  |  |  |  |  |  |  |  |  |  |
| Sallustio Bandini | Sallustio Bandini | Sallustio Bandini | Sallustio Bandini | Sallustio Bandini                 | Sallustio Bandini                 |                                   |                                   | Montanina (1476 - ....)           | Montanina (1476 - ....)           | Montanina (1476 - ....) | Montanina (1476 - ....) | Montanina (1476 - ....) | Montanina (1476 - ....) |                        |                        |  |  | Borghese Petrucci | Borghese Petrucci | Borghese Petrucci | Borghese Petrucci | Borghese Petrucci | Borghese Petrucci |               |               | Vittoria (1494 - 1570) | Vittoria (1494 - 1570) | Vittoria (1494 - 1570) | Vittoria (1494 - 1570) | Vittoria (1494 - 1570)             | Vittoria (1494 - 1570)             |                                    |                                    |                                               |                                               |                                               |                                               | Pierfrancesco (1478 - 1525)                   | Pierfrancesco (1478 - 1525)                   | Pierfrancesco (1478 - 1525) | Pierfrancesco (1478 - 1525) | Pierfrancesco (1478 - 1525) | Pierfrancesco (1478 - 1525) |                      |                      | Francesca Savelli                | Francesca Savelli                | Francesca Savelli                | Francesca Savelli                | Francesca Savelli                | Francesca Savelli                |  |  |  |  | Alessandro (1484 - 1537) | Alessandro (1484 - 1537) | Alessandro (1484 - 1537) | Alessandro (1484 - 1537) | Alessandro (1484 - 1537) | Alessandro (1484 - 1537) |                       |                       | Francesca de'Conti    | Francesca de'Conti    | Francesca de'Conti    | Francesca de'Conti    | Francesca de'Conti | Francesca de'Conti |  |  |  |  | Caterina (1491 - ....) | Caterina (1491 - ....) | Caterina (1491 - ....) | Caterina (1491 - ....) | Caterina (1491 - ....) | Caterina (1491 - ....) |               |               | Lattanzio Tolomei | Lattanzio Tolomei | Lattanzio Tolomei | Lattanzio Tolomei | Lattanzio Tolomei | Lattanzio Tolomei |  |  |  |  | Giovanni (1475 - 1537) | Giovanni (1475 - 1537) | Giovanni (1475 - 1537) | Giovanni (1475 - 1537) | Giovanni (1475 - 1537) | Giovanni (1475 - 1537) |  |  |  |  |  |  |  |  |  |  |  |  |  |  |  |  |
| Sallustio Bandini | Sallustio Bandini | Sallustio Bandini | Sallustio Bandini | Sallustio Bandini                 | Sallustio Bandini                 |                                   |                                   | Montanina (1476 - ....)           | Montanina (1476 - ....)           | Montanina (1476 - ....) | Montanina (1476 - ....) | Montanina (1476 - ....) | Montanina (1476 - ....) |                        |                        |  |  | Borghese Petrucci | Borghese Petrucci | Borghese Petrucci | Borghese Petrucci | Borghese Petrucci | Borghese Petrucci |               |               | Vittoria (1494 - 1570) | Vittoria (1494 - 1570) | Vittoria (1494 - 1570) | Vittoria (1494 - 1570) | Vittoria (1494 - 1570)             | Vittoria (1494 - 1570)             |                                    |                                    |                                               |                                               |                                               |                                               | Pierfrancesco (1478 - 1525)                   | Pierfrancesco (1478 - 1525)                   | Pierfrancesco (1478 - 1525) | Pierfrancesco (1478 - 1525) | Pierfrancesco (1478 - 1525) | Pierfrancesco (1478 - 1525) |                      |                      | Francesca Savelli                | Francesca Savelli                | Francesca Savelli                | Francesca Savelli                | Francesca Savelli                | Francesca Savelli                |  |  |  |  | Alessandro (1484 - 1537) | Alessandro (1484 - 1537) | Alessandro (1484 - 1537) | Alessandro (1484 - 1537) | Alessandro (1484 - 1537) | Alessandro (1484 - 1537) |                       |                       | Francesca de'Conti    | Francesca de'Conti    | Francesca de'Conti    | Francesca de'Conti    | Francesca de'Conti | Francesca de'Conti |  |  |  |  | Caterina (1491 - ....) | Caterina (1491 - ....) | Caterina (1491 - ....) | Caterina (1491 - ....) | Caterina (1491 - ....) | Caterina (1491 - ....) |               |               | Lattanzio Tolomei | Lattanzio Tolomei | Lattanzio Tolomei | Lattanzio Tolomei | Lattanzio Tolomei | Lattanzio Tolomei |  |  |  |  | Giovanni (1475 - 1537) | Giovanni (1475 - 1537) | Giovanni (1475 - 1537) | Giovanni (1475 - 1537) | Giovanni (1475 - 1537) | Giovanni (1475 - 1537) |  |  |  |  |  |  |  |  |  |  |  |  |  |  |  |  |
|                   |                   |                   |                   |                                   |                                   |                                   |                                   |                                   |                                   |                         |                         |                         |                         |                        |                        |  |  |                   |                   |                   |                   |                   |                   |               |               |                        |                        |                        |                        |                                    |                                    |                                    |                                    |                                               |                                               |                                               |                                               |                                               |                                               |                             |                             |                             |                             |                      |                      |                                  |                                  |                                  |                                  |                                  |                                  |  |  |  |  |                          |                          |                          |                          |                          |                          |                       |                       |                       |                       |                       |                       |                    |                    |  |  |  |  |                        |                        |                        |                        |                        |                        |               |               |                   |                   |                   |                   |                   |                   |  |  |  |  |                        |                        |                        |                        |                        |                        |  |  |  |  |  |  |  |  |  |  |  |  |  |  |  |  |
|                   |                   |                   |                   | Continuò come Bandini Piccolomini | Continuò come Bandini Piccolomini | Continuò come Bandini Piccolomini | Continuò come Bandini Piccolomini | Continuò come Bandini Piccolomini | Continuò come Bandini Piccolomini |                         |                         |                         |                         |                        |                        |  |  |                   |                   |                   |                   | Linea estinta     | Linea estinta     | Linea estinta | Linea estinta | Linea estinta          | Linea estinta          |                        |                        |                                    |                                    |                                    |                                    | Inigo Piccolomini d'Aragona, IV Duca d'Amalfi | Inigo Piccolomini d'Aragona, IV Duca d'Amalfi | Inigo Piccolomini d'Aragona, IV Duca d'Amalfi | Inigo Piccolomini d'Aragona, IV Duca d'Amalfi | Inigo Piccolomini d'Aragona, IV Duca d'Amalfi | Inigo Piccolomini d'Aragona, IV Duca d'Amalfi |                             |                             | Silvia (1520 - ....)        | Silvia (1520 - ....)        | Silvia (1520 - ....) | Silvia (1520 - ....) | Silvia (1520 - ....)             | Silvia (1520 - ....)             |                                  |                                  |                                  |                                  |  |  |  |  |                          |                          |                          |                          | Linea estinta            | Linea estinta            | Linea estinta         | Linea estinta         | Linea estinta         | Linea estinta         |                       |                       |                    |                    |  |  |  |  |                        |                        |                        |                        | Linea estinta          | Linea estinta          | Linea estinta | Linea estinta | Linea estinta     | Linea estinta     |                   |                   |                   |                   |  |  |  |  |                        |                        |                        |                        |                        |                        |  |  |  |  |  |  |  |  |  |  |  |  |  |  |  |  |
|                   |                   |                   |                   | Continuò come Bandini Piccolomini | Continuò come Bandini Piccolomini | Continuò come Bandini Piccolomini | Continuò come Bandini Piccolomini | Continuò come Bandini Piccolomini | Continuò come Bandini Piccolomini |                         |                         |                         |                         |                        |                        |  |  |                   |                   |                   |                   | Linea estinta     | Linea estinta     | Linea estinta | Linea estinta | Linea estinta          | Linea estinta          |                        |                        |                                    |                                    |                                    |                                    | Inigo Piccolomini d'Aragona, IV Duca d'Amalfi | Inigo Piccolomini d'Aragona, IV Duca d'Amalfi | Inigo Piccolomini d'Aragona, IV Duca d'Amalfi | Inigo Piccolomini d'Aragona, IV Duca d'Amalfi | Inigo Piccolomini d'Aragona, IV Duca d'Amalfi | Inigo Piccolomini d'Aragona, IV Duca d'Amalfi |                             |                             | Silvia (1520 - ....)        | Silvia (1520 - ....)        | Silvia (1520 - ....) | Silvia (1520 - ....) | Silvia (1520 - ....)             | Silvia (1520 - ....)             |                                  |                                  |                                  |                                  |  |  |  |  |                          |                          |                          |                          | Linea estinta            | Linea estinta            | Linea estinta         | Linea estinta         | Linea estinta         | Linea estinta         |                       |                       |                    |                    |  |  |  |  |                        |                        |                        |                        | Linea estinta          | Linea estinta          | Linea estinta | Linea estinta | Linea estinta     | Linea estinta     |                   |                   |                   |                   |  |  |  |  |                        |                        |                        |                        |                        |                        |  |  |  |  |  |  |  |  |  |  |  |  |  |  |  |  |
|                   |                   |                   |                   |                                   |                                   |                                   |                                   |                                   |                                   |                         |                         |                         |                         |                        |                        |  |  |                   |                   |                   |                   |                   |                   |               |               |                        |                        |                        |                        |                                    |                                    |                                    |                                    |                                               |                                               |                                               |                                               |                                               |                                               |                             |                             |                             |                             |                      |                      |                                  |                                  |                                  |                                  |                                  |                                  |  |  |  |  |                          |                          |                          |                          |                          |                          |                       |                       |                       |                       |                       |                       |                    |                    |  |  |  |  |                        |                        |                        |                        |                        |                        |               |               |                   |                   |                   |                   |                   |                   |  |  |  |  |                        |                        |                        |                        |                        |                        |  |  |  |  |  |  |  |  |  |  |  |  |  |  |  |  |
|                   |                   |                   |                   |                                   |                                   |                                   |                                   |                                   |                                   |                         |                         |                         |                         |                        |                        |  |  |                   |                   |                   |                   |                   |                   |               |               |                        |                        |                        |                        |                                    |                                    |                                    |                                    |                                               |                                               |                                               |                                               | Costanza V Duchessa d'Amalfi (1553 - 1610)    |                                               |                             |                             |                             |                             |                      |                      |                                  |                                  |                                  |                                  |                                  |                                  |  |  |  |  |                          |                          |                          |                          |                          |                          |                       |                       |                       |                       |                       |                       |                    |                    |  |  |  |  |                        |                        |                        |                        |                        |                        |               |               |                   |                   |                   |                   |                   |                   |  |  |  |  |                        |                        |                        |                        |                        |                        |  |  |  |  |  |  |  |  |  |  |  |  |  |  |  |  |